# 네스트베드시

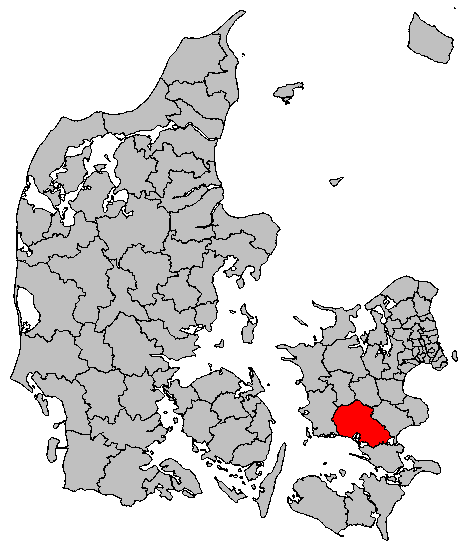
네스트베드시의 위치

네스트베드시(덴마크어: Næstved Kommune)는 덴마크 셸란 지역에 위치한 지방 자치체로 행정 중심지는 네스트베드이며 면적은 681km2, 인구는 80,967명(2012년 1월 1일 기준), 인구 밀도는 120명/km2이다. 셸란섬 중남부에 위치한다.